# Kapittel van Sint-Servaas
Het kapittel van Sint-Servaas was een college van wereldlijke geestelijken, dat vanaf de middeleeuwen tot aan het einde van het ancien régime verbonden was aan de Sint-Servaaskerk te Maastricht. Het seculiere kapittel beleefde zijn grootste bloeitijd tijdens de hoge middeleeuwen, maar bleef ook daarna, tot aan de opheffing in 1797, de machtigste en rijkste geestelijke instelling in Maastricht en omgeving.

## Ontstaan van kapittel (vóór 1000)

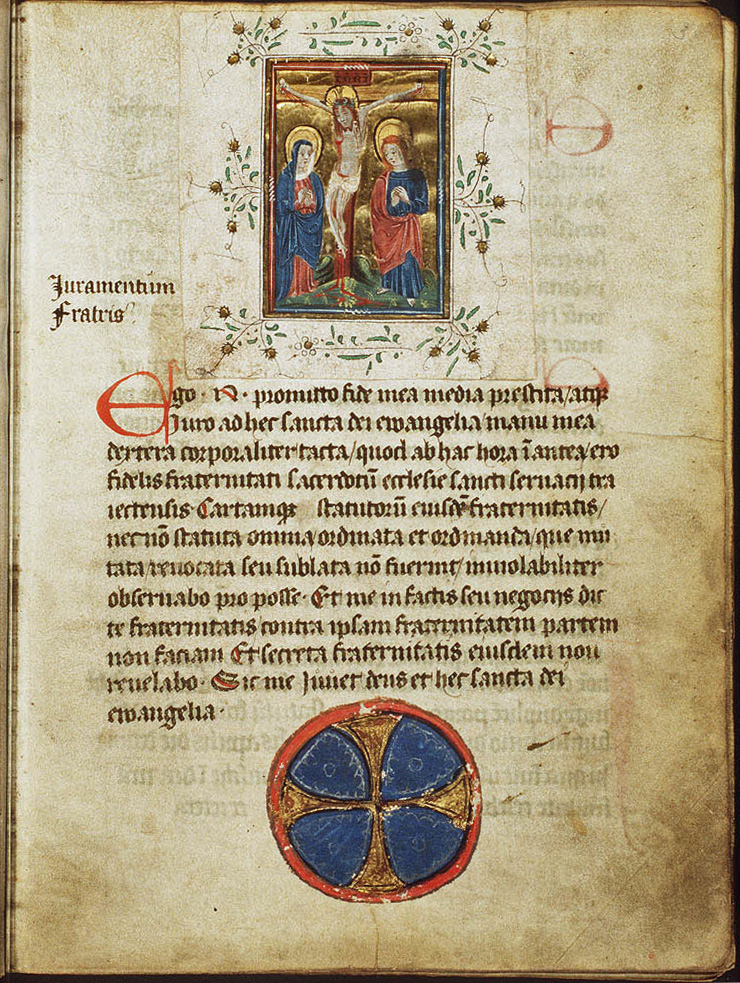
Pagina uit de statuten van het kapittel, ca. 1450? (KB, Den Haag)

Het kapittel van de Sint-Servaaskerk in Maastricht is waarschijnlijk ontstaan uit een kloostergemeenschap, die zich in de vroege middeleeuwen nabij de grafkerk van de heilige Servatius had gevestigd. De Karolingische geleerden Alcuin en Einhard worden beiden genoemd als lekenabten van de Sint-Servaasabdij. Waarschijnlijk werd het klooster in de 9e eeuw omgevormd tot een kapittel van seculiere kanunniken. De kanunniken leefden toen nog een gemeenschappelijk leven dat in het teken stond van koorgebed, gezamenlijke maaltijden (in de refter) en gedeelde slaapzalen (dormitoria), maar beschikten - in tegenstelling tot monniken - over privébezit. Aan het hoofd van het kapittel stond de proost. Over het geestelijk welzijn van de kanunniken bekommerde zich de deken.
De proost woonde aanvankelijk tegenover de kerk in de proosdij van Sint-Servaas. Deze was via een overdekte houten loopbrug verbonden met het westwerk van de kerk, waardoor de proost ongezien in zijn privékapel (de Sint-Agathakapel) in het westwerk kon komen. De kanunniken hadden hun eigen kapel in de ten noorden van het transept gelegen Dubbelkapel (thans Schatkamer van de Sint-Servaasbasiliek), toegankelijk vanaf de kruisgang van de kerk. In de bovenkapel bevond zich een kapel en de kapittelzaal, op de begane grond de bewaarplaats van de kerkschat. In de benedenkapel werden ook enkele proosten en dekens begraven. Minstens vijf proosten werden in het schip van de kerk begraven.
Door schenkingen van koningen, machthebbers en particulieren, vergaarde het kapittel al snel een aanzienlijk vermogen, dat grotendeels bestond uit onroerend goed. De opbrengst daarvan was verdeeld in prebenden, waarvan een veertigtal kanunniken werden onderhouden. Het kapittel verpachtte de landerijen (ca. 2000 ha.) en ontving bij wijze van betaling graan, dat werd opgeslagen in een grote schuur naast het Bergportaal van de Sint-Servaaskerk ('t Spijker). Daarnaast bezat het kapittel diverse wijngaarden in Duitsland. Over andere stukken grond, die het kapittel niet in eigendom had, moest cijns betaald worden in de vorm van een geldbedrag en (soms) enkele kapoenen. Van de cijns werd aan de kanunniken het presentiegeld uitbetaald, een vergoeding voor hun aanwezigheid bij de koordiensten.
De oudste vermelding van een schenking aan de Sint-Servaaskerk dateert uit 779. De meeste bezittingen werden vóór 1050 verworven, maar meestal valt niet meer te achterhalen hoe en wanneer deze in het bezit van het kapittel zijn gekomen. Het grondbezit van het kapittel van Sint-Servaas strekte zich uit van het huidige Noord-Brabant en het gebied rondom Leuven tot aan de Rijn, de Moezel en de Ahr. Het kerngebied lag in de huidige Belgische provincie Limburg, ten westen van Maastricht.
Het belangrijkste onderdeel van dit kerngebied vormden de zogenaamde Elf banken van Sint-Servaas, waar het kapittel niet alleen de grond en de daaraan verbonden rechten in handen had, maar ook de rechtspraak over de inwoners. Vlijtingen was de hoofdbank van de gebieden ter linkerzijde van de Maas. Hier bezat het kapittel het kasteel Daelhof en het Blockhuis, de verblijfplaats van de rijproost (beide verdwenen). De rentmeesterswoning van de rijproost te Zepperen is wel bewaard gebleven. Een van de banken, Tweebergen, lag deels binnen de stadsmuren van Maastricht, deels erbuiten. De naam Proosdijveld in de wijk Mariaberg herinnert hier nog aan.

## Bloeitijd kapittel (1000-1200)
In deze periode bereikte het Sint-Servaaskapittel het toppunt van zijn macht. De banden tussen de rijkskerk en de Duitse koningen waren nauw en meerdere proosten bekleedden het ambt van rijkskanselier van het Heilige Roomse Rijk. De proosten kwamen vrijwel zonder uitzondering uit de hoogste kringen van de Duitse adel en combineerden hun functie in Maastricht vaak met andere eervolle banen, zoals het proostschap in Aken, Keulen of Bonn, of werden later (aarts)bisschop van Luik, Keulen of Mainz. In 1204 kwam het benoemingsrecht van de proosten bij de hertog van Brabant te liggen, waarna het belang van het kapittel enigszins afnam.

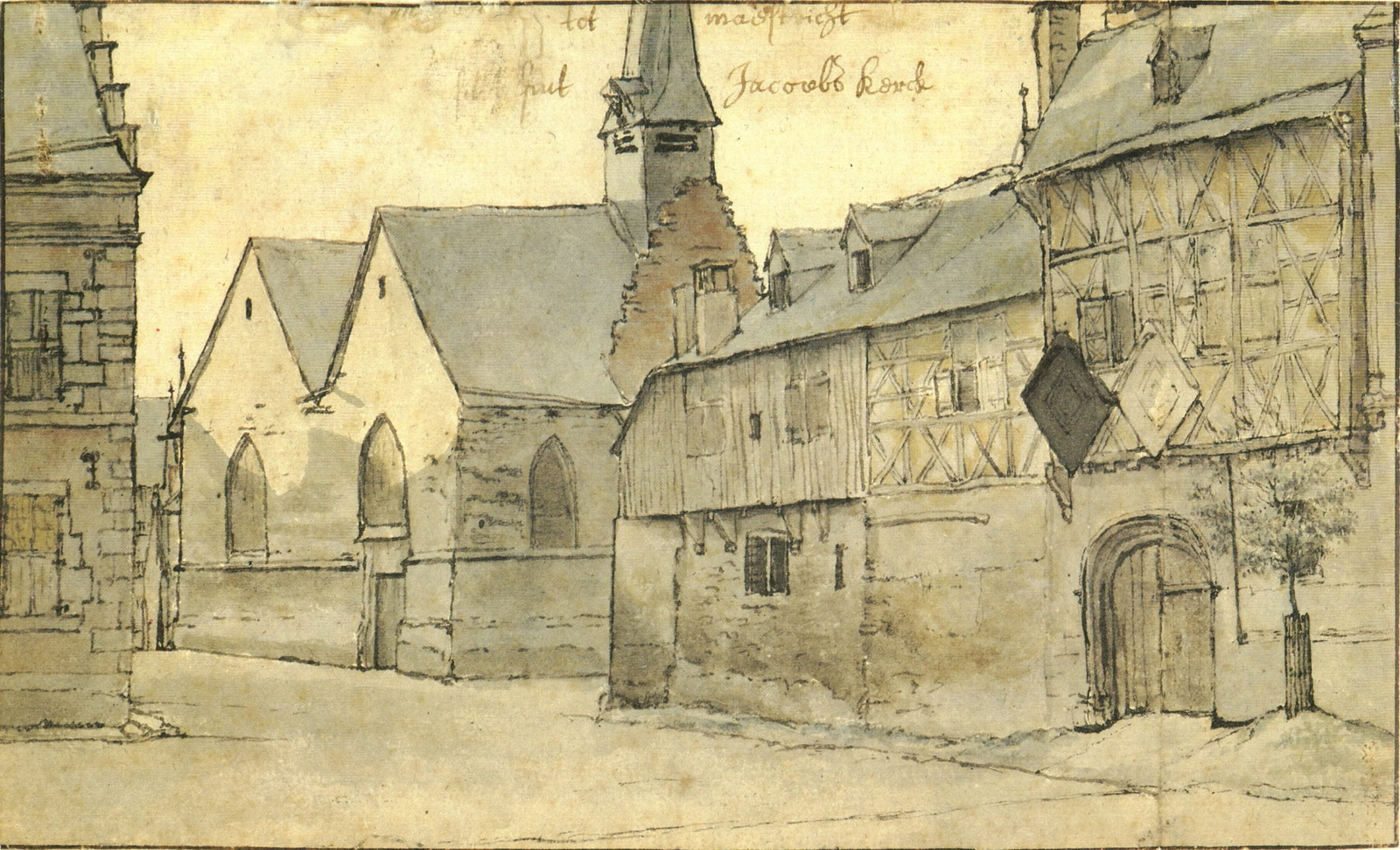
Sint-Jacobskapel en prima porta (later Spaans Gouvernement), beide eigendom van het kapittel

In de 11e of 12e eeuw zegden de kanunniken het gemeenschappelijke leven vaarwel en gingen zelfstandig wonen. De kanunnikenhuizen van het Sint-Servaaskapittel bevonden zich in een aaneengesloten gebied rondom de Sint-Servaaskerk, voornamelijk aan het Vrijthof, het Sint Servaasklooster, het Henric van Veldekeplein en het Keizer Karelplein. In dit gebied, de zogenaamde 'claustrale singel' of 'immuniteit' van het kapittel, bevonden zich tevens de Sint-Janskerk (de doop- en parochiekerk), de Proosdij van Sint-Servaas, het Sint-Servaas- en Sint-Jacobsgasthuis (waar pelgrims werden opgevangen en zieken werden verzorgd), de bakkerij, de brouwerij, de voorraadschuren en de paardenstallen van het kapittel. Rechtspraak vond plaats in de 'lange gang' van de kloostergang, executies vonden plaats achter de proosdij bij de muur van de eerste omwalling, de grens van de immuniteit. Veroordeelden afkomstig uit de elf banken van Sint-Servaas werden in de Burght van Heer opgesloten.
Naast de eigen kapittelkerk (de Sint-Servaas) oefende het kapittel ook het gezag uit over twee Maastrichtse parochiekerken (de Sint-Janskerk en de Sint-Matthijskerk) en een zevental wijk- of kerspelkapellen (Sint-Jacob, Sint Joris, Heilige Geest, Sint-Amor, Wittevrouwen, Sint-Catharina en Sint-Antonius; allemaal gesloopt). Daarnaast bezat het kapittel parochiekerken in verder weg gelegen dorpen (wellicht ooit vanuit het bisdom Maastricht gesticht), waar het kapittel recht had op de collatie en de tiend.

## Nabloei kapittel (na 1200)
In 1232 vond onder proost Otto van Everstein een boedelscheiding plaats tussen het kapittel en de proosdij van Sint-Servaas, waarbij de proost twee prebenden kreeg toegewezen en de kanunniken de overgebleven prebenden mochten verdelen. Vanaf 1330 had de deken eveneens recht op twee prebenden. De jaaropbrengst van een prebende werd in de 18e eeuw geschat op 750 Hollandse gulden. Van de elf banken van Sint-Servaas werden er in 1232 twee toegewezen aan de proost; de overige negen heerlijkheden vielen onder de administratie van het kapittel. Het kapittel behield tevens de inkomsten van de banmolens. De tol over de Maasbrug werd verdeeld; na aftrek van de reparatiekosten was de helft van de opbrengst voor de proost, de andere helft voor het kapittel. In 1646 droeg het kapittel de brug over aan de stad, omdat het onderhoud te duur werd.

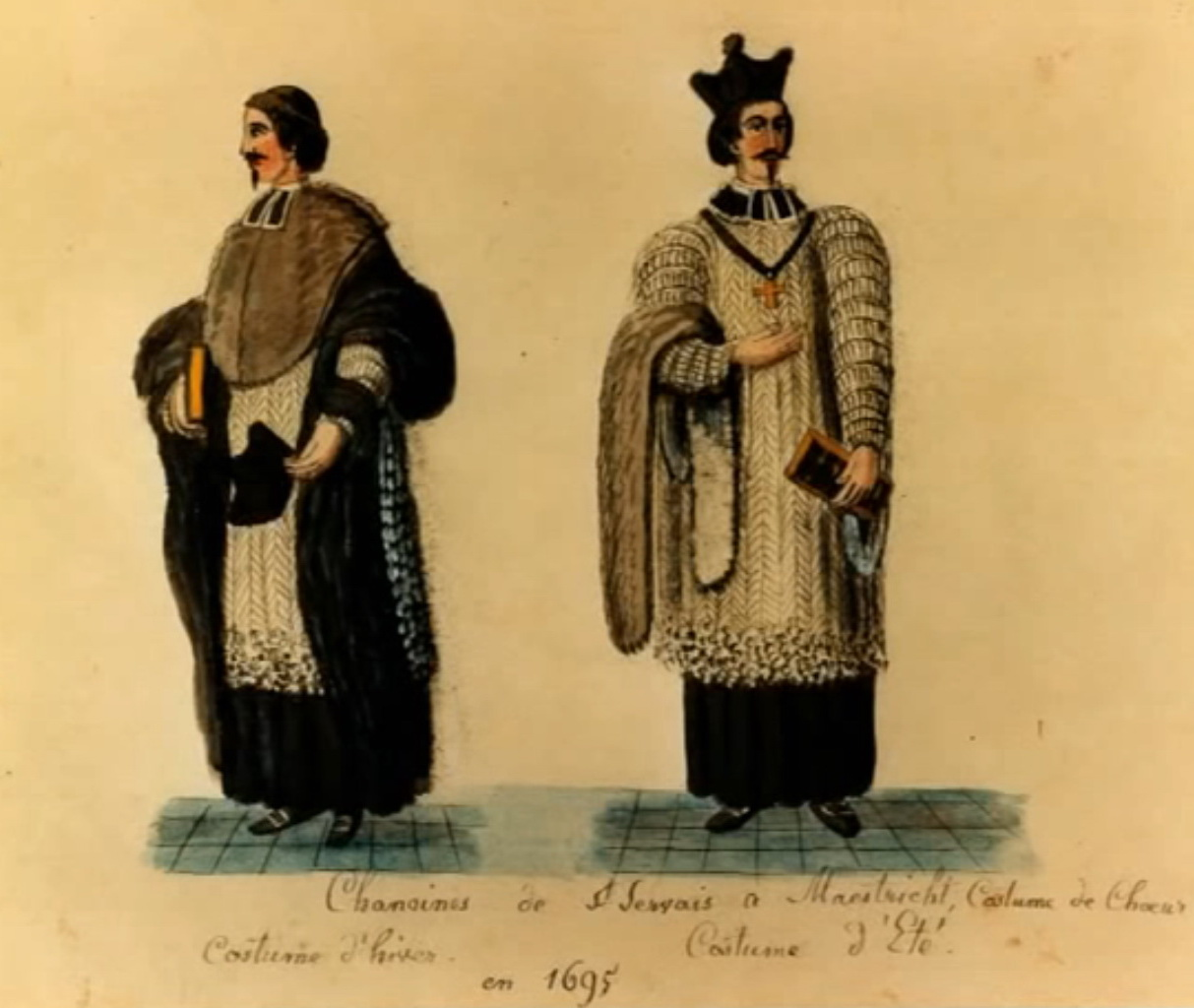
Kanunniken van Sint-Servaas in winter- en zomerkostuum, ca. 1700 (historiserende tekening Ph. v. Gulpen)

Na 1632 ging het recht om de proosten te benoemen over van de hertog van Brabant op de Staten-Generaal van de Republiek der Zeven Verenigde Nederlanden. In die tijd werd het proostschap verkocht aan de hoogstbiedende. Toch hield het kapittel vast aan de rijksonmiddellijkheid; direct afhankelijk van paus en keizer en onafhankelijk van prins-bisschop en Staten-Generaal. Daarmee bleef het claustrale gebied van Sint-Servaas, waar het kapittel en eenieder die daartoe behoorde immuniteit genoten, een soort staatje binnen de stad. Tot aan de opheffing van het kapittel werd er juridische strijd gevoerd over de bevoegdheden van het kapittel en de Staten-Generaal. Ook kon het kapittel niet voorkomen dat de Sint-Janskerk, binnen de claustrale singel gelegen, in 1633 moest worden afgestaan aan de protestanten.
In de periode na de Reformatie bestond het kapittel van Sint-Servaas uit ca. 190 leden (bedienend personeel niet meegerekend): een proost, een deken, 36 gewone kanunniken, 30 'kleine' kanunniken (kapelaans, die missen opdroegen aan de diverse altaren van de Sint-Servaaskerk), ca. 100 andere kapelaans, 10 roededragers (gerechtsdienaren en deurwaarders) en 12 chorisocii (begeleiders bij processies). De oorspronkelijke doelstelling van het kapittel was de eredienst aan God en de zorg over de 'kerk van Maastricht', maar dat ideaal was in de loop der tijden vertroebeld. Van 1545-1563 poogde het Concilie van Trente een einde te maken aan een reeks misstanden in de Rooms-Katholieke Kerk. Ook het kapittel van Sint-Servaas kreeg hiermee te maken en in 1556, 1557, 1559 en 1609 kregen de kanunniken bezoek van visitatiecommissies (in 1557 onder anderen met de Leuvense hoogleraar en inquisiteur Ruard Tapper). Hierna werd het kapittel aangespoord meer aandacht te geven aan zaken als het bijwonen van het koorgebed, niet kletsen, lachen of ruziemaken in het koor, het dragen van de tonsuur en het geestelijk gewaad, het verbod op kansspelen of herbergbezoek, het verplicht wonen binnen de claustrale singel en het verwijderen van concubines en onwettige kinderen uit het gebied. Bij de laatste visitatie bleken de ergste misstanden opgelost.
In de achttiende eeuw werden veel kanunnikenhuizen herbouwd in de stijl van de Luiks-Akense barok. Het meest indrukwekkende voorbeeld daarvan is Henric van Veldekeplein 19-31, soms onterecht aangeduid als 'paleis van de hoogproost'. De proost van het kapittel (toen ook wel 'hoogproost' genoemd) beschikte over een kasteel in Mechelen-aan-de-Maas, de Hof van Oensel. Aan het einde van de 18e eeuw woonden enkele kanunniken buiten de claustrale singel. Zo lieten de gebroeders Andreas en Wilhelmus Soiron aan de Grote Gracht een groot herenhuis bouwen naar een ontwerp van hun broer Mathias Soiron, het Huis Soiron.

## Einde van het kapittel

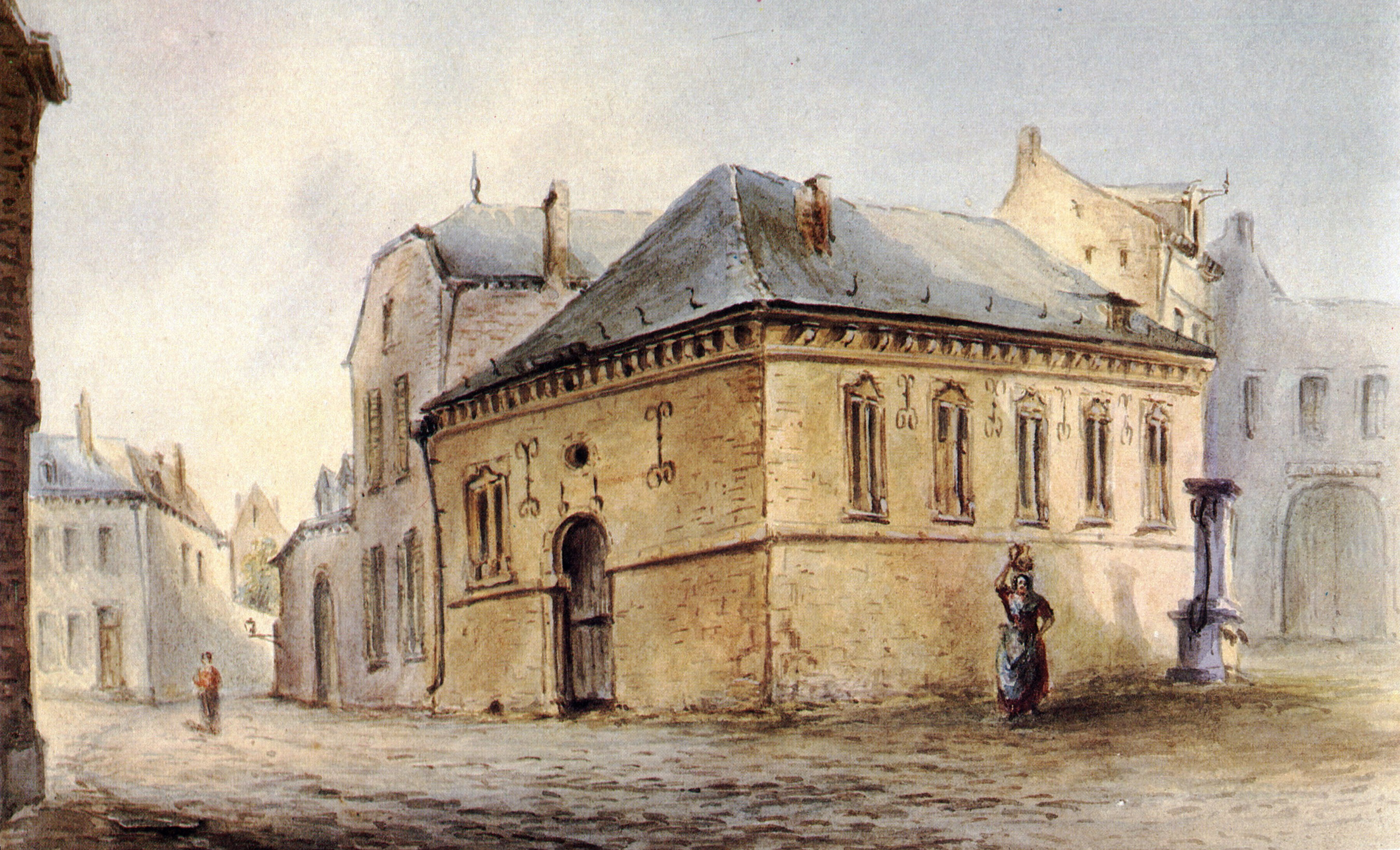
Paardenstal van het kapittel, na 1797 van het garnizoen, Keizer Karelplein (J. Lefebvre, ±1860)

Na de verovering van Maastricht door de Franse revolutionaire legers in 1794, kreeg het kapittel aanvankelijk zware oorlogsheffingen opgelegd. Daartoe werd een groot deel van de kerkschat verkocht of omgesmolten. Uiteindelijk baatte dit niets: in 1797 werd het kapittel en de proosdij opgeheven. De laatste proost, T.W.J. baron van Wassenaar Warmond, werd gevangengenomen en naar Frankrijk gedeporteerd, omdat hij de eed van trouw weigerde af te leggen.
Alle eigendommen van kerk en kapittel vervielen aan de staat. Ook de door kapittel en proosdij verpachte landerijen (in totaal zo'n 2000 ha) werden openbaar verkocht. De kerk werd door het Franse garnizoen gebruikt als paardenstal en kreeg pas in 1804 weer een religieuze functie.
Na de Franse Tijd ondernam proost Van Wassenaar Warmond vergeefse pogingen om het kapittel te herstellen. De laatste kanunnik overleed in 1858 op 84-jarige leeftijd in Sint-Truiden.

## Erfgoed

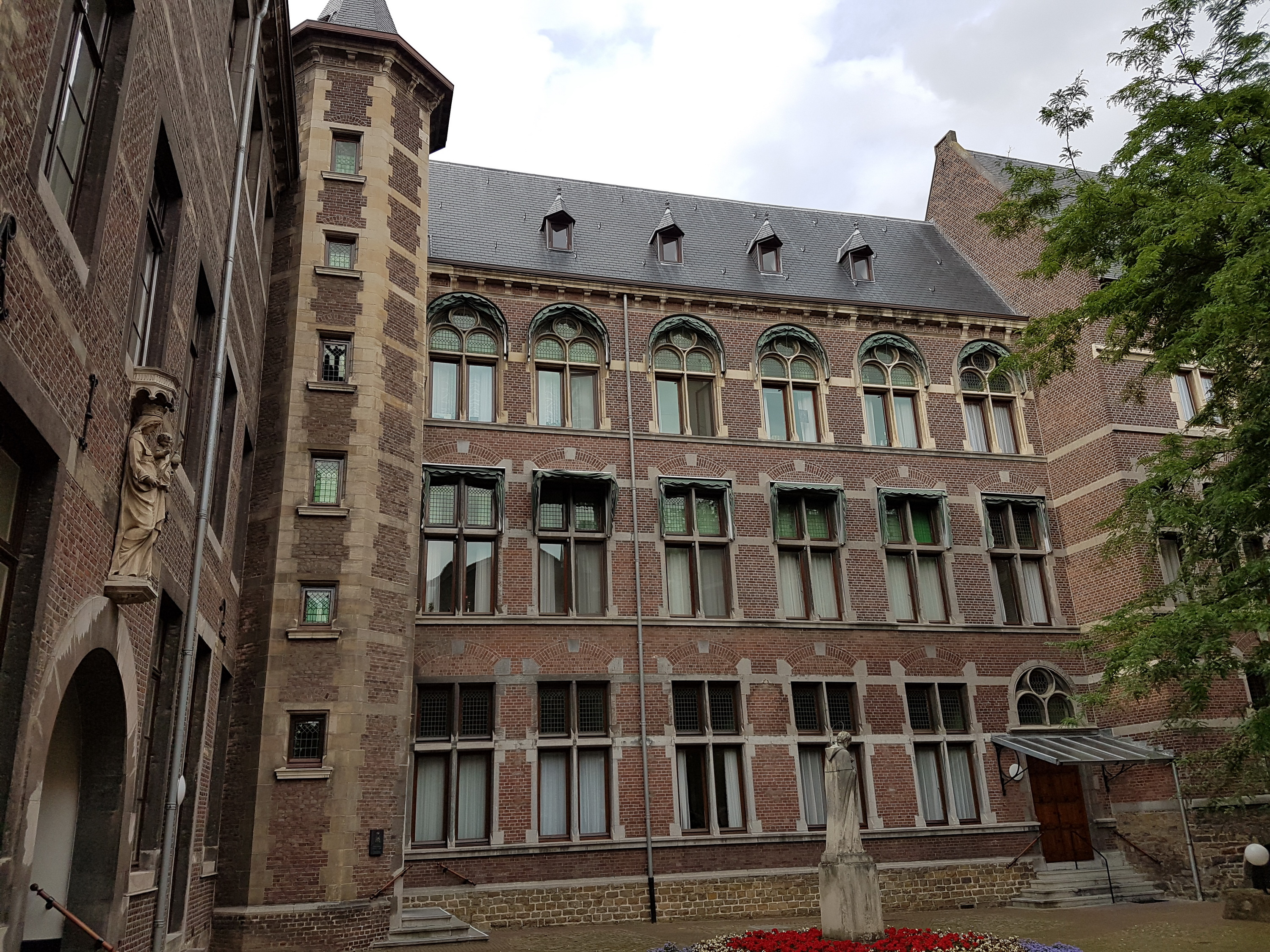
Proosdij van Sint-Servaas, administratief centrum van het kapittel

Het belangrijkste gebouw dat herinnert aan het kapittel is uiteraard de Sint-Servaasbasiliek. Met name het priesterkoor (waar de kanunniken gezeten in koorbanken meerdere keren per dag het koorgebed bijwoonden), de Dubbelkapel (met de kapittelzaal en de graf- en privékapel van het kapittel) en de kruisgang van de Sint-Servaasbasiliek (met onder andere de refter, de huidige Dagskapel) waren plaatsen die in de eerste plaats voor de kanunniken bestemd waren. In de kruisgang lag ook de Kapittelschool van Sint-Servaas, thans in gebruik als sacristie. Rondom de kerk vormen de Sint-Janskerk, de Sint-Servaasproosdij en minstens vijftien kanunnikenhuizen het voornaamste erfgoed van het kapittel. Het oudste kanunnikenhuis - en tevens logeeradres voor hoge gasten - is het Spaans Gouvernement; het jongste kanunnikenhuis is het buiten de claustrale singel gelegen Huis Soiron, gebouwd enkele jaren voor de opheffing van het kapittel.
Van de verdwenen immuniteitspaaltjes die tot 1797 de claustrale singel begrensden, is een kopie(?) te zien op de binnenplaats van het pand Sint Servaasklooster 32. Op het hardstenen paaltje is een reliëf van de sleutel van Sint-Servaas te zien, het kenmerk van het kapittel. Moderne lantaarnpalen op het Vrijthof dragen afbeeldingen van de gekroonde adelaar die eveneens verwijst naar het kapittelwapen. Namen als Sint Servaasklooster en Kanunnikencour (bij het Henric van Veldekeplein), Proosdijweg en Proosdijveld (beide in de wijk Mariaberg), en Kapittellaan (in Heugem) verwijzen eveneens naar het kapittel.
Buiten Maastricht herinneren vooral Sint-Servaas- en Monulfus en Gondulfuskerken aan de invloed die het Maastrichtse kapittel in een groot gebied had, met name in de Elf banken van Sint-Servaas. In Heer staat De Burght, eertijds de gevangenis van het kapittel. In Zepperen is nog de rentmeesterswoning van het kapittel aanwezig.

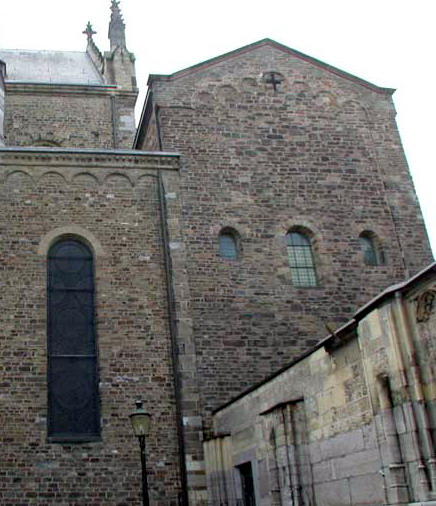
Dubbelkapel met kapittelzaal
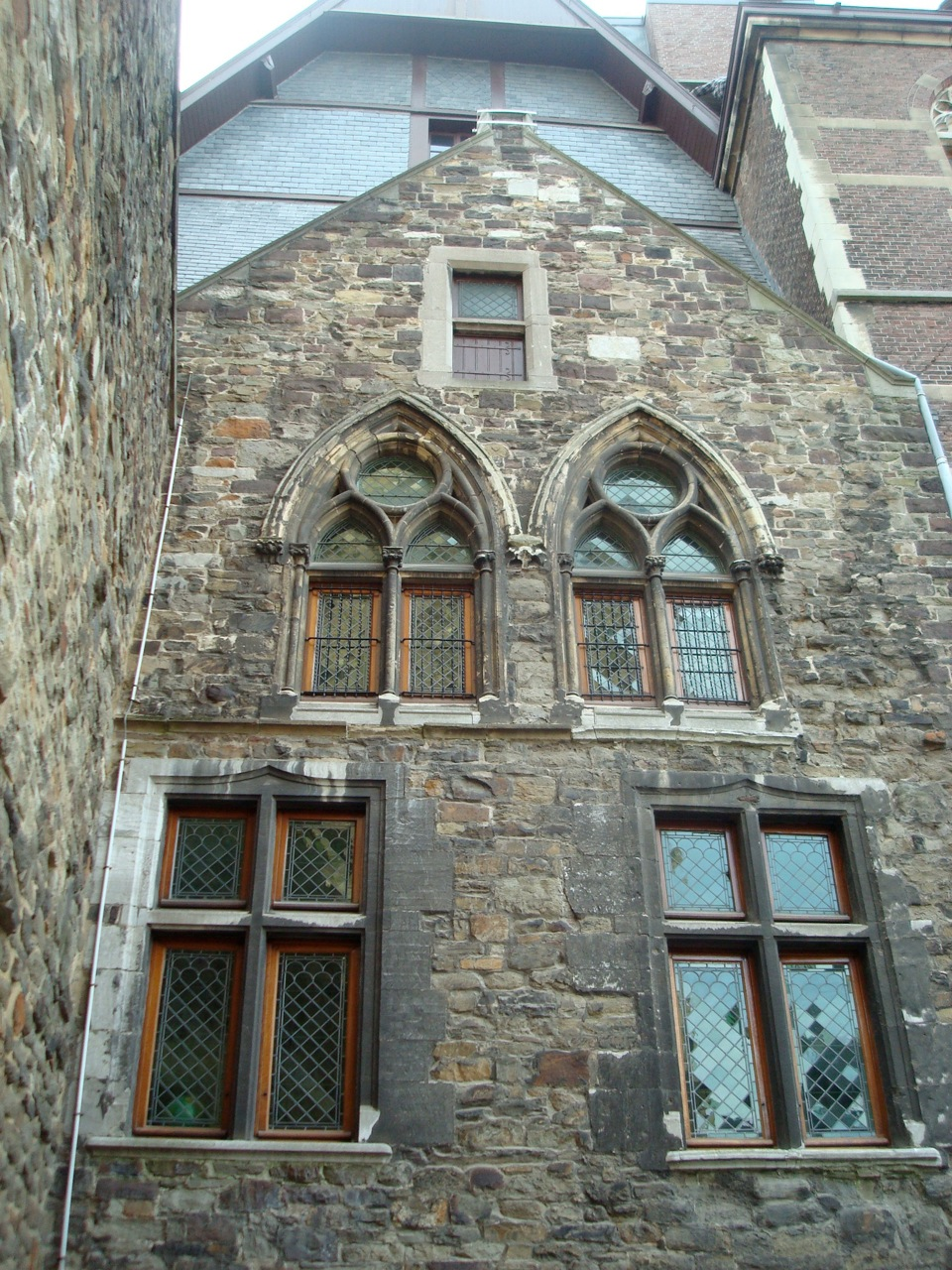
Proosdij met Hoge Leenzaal
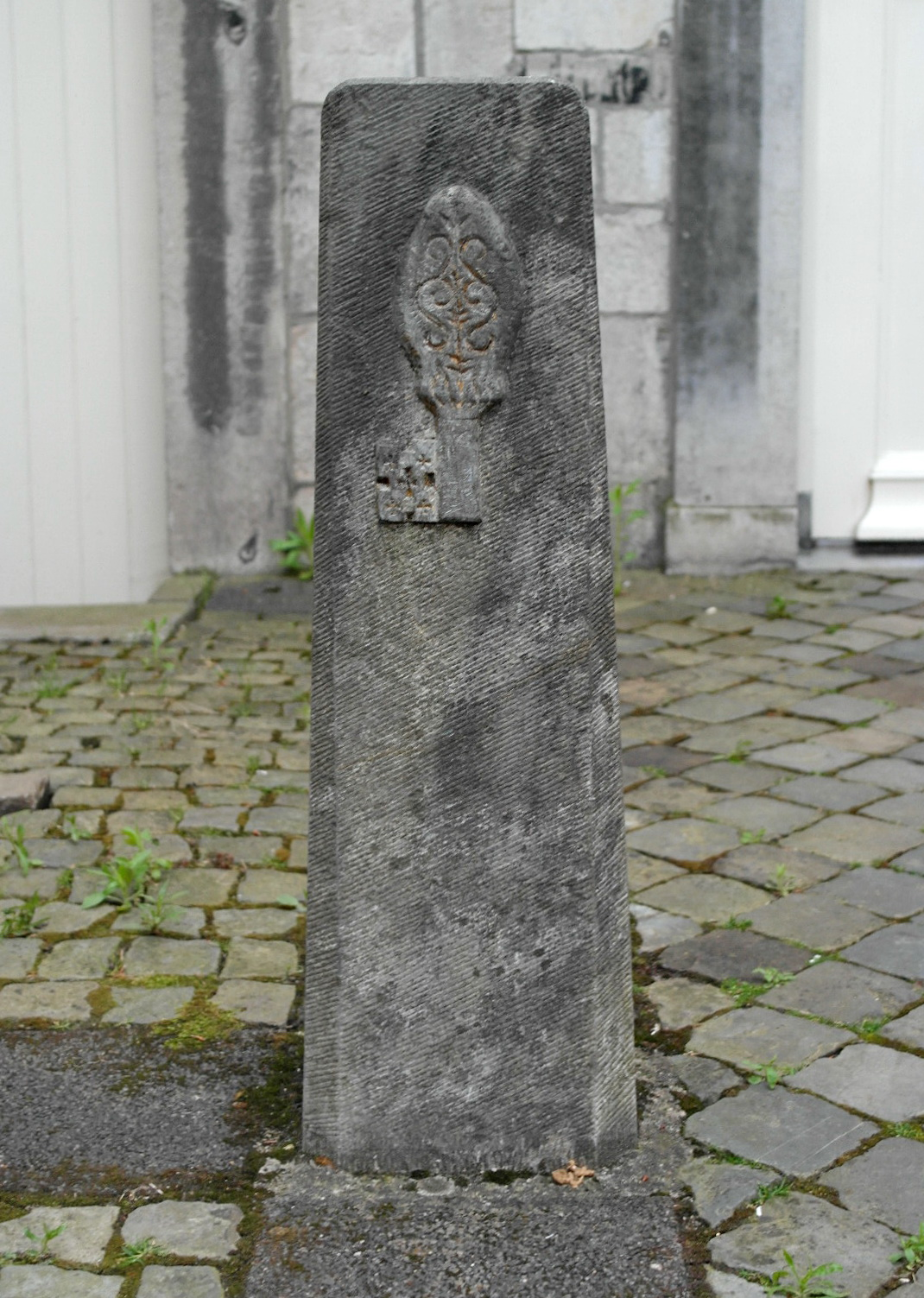
Immuniteitspaaltje met sleutel van Sint-Servaas
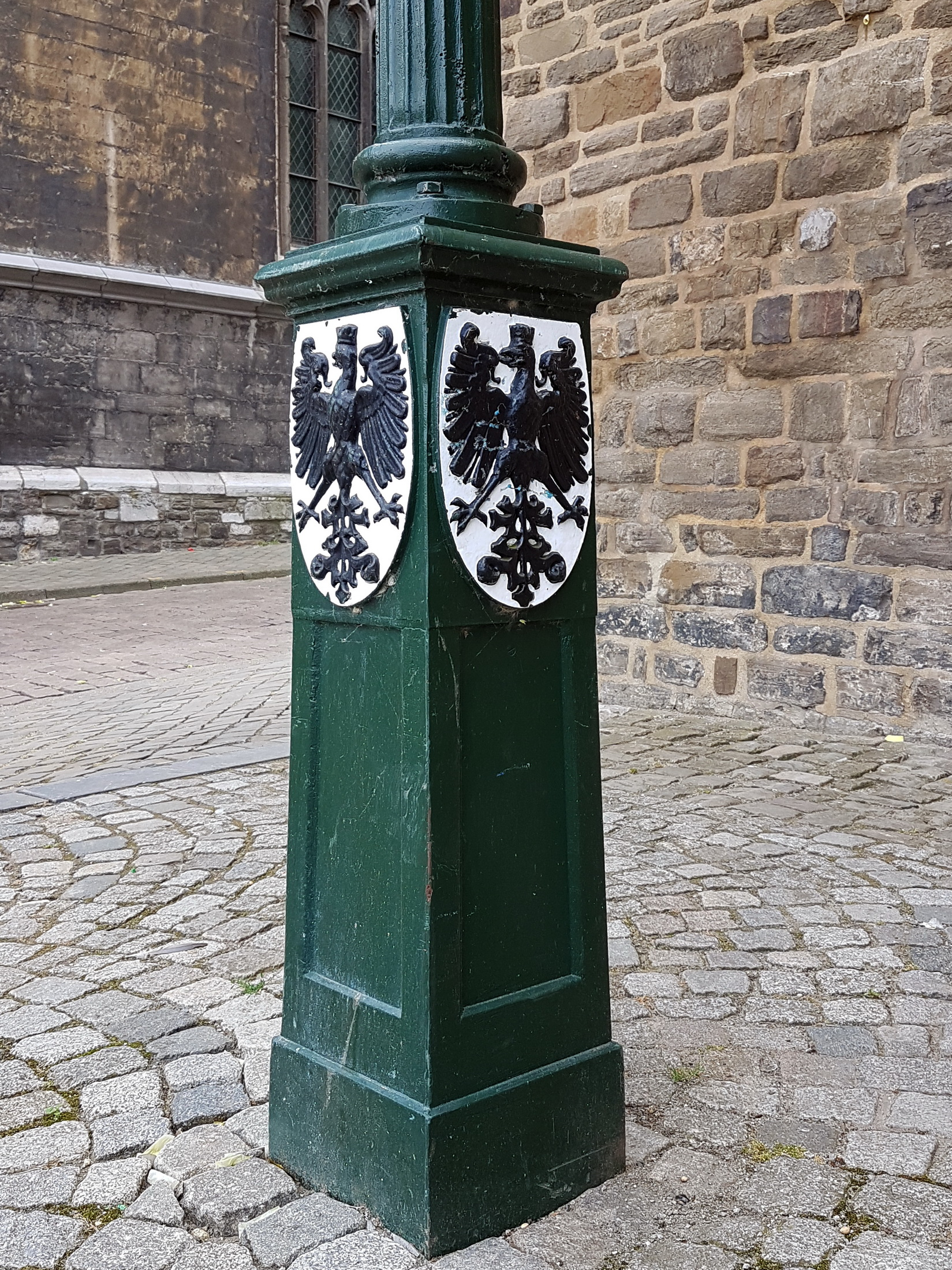
Gekroonde adelaar op lantaarnpaal
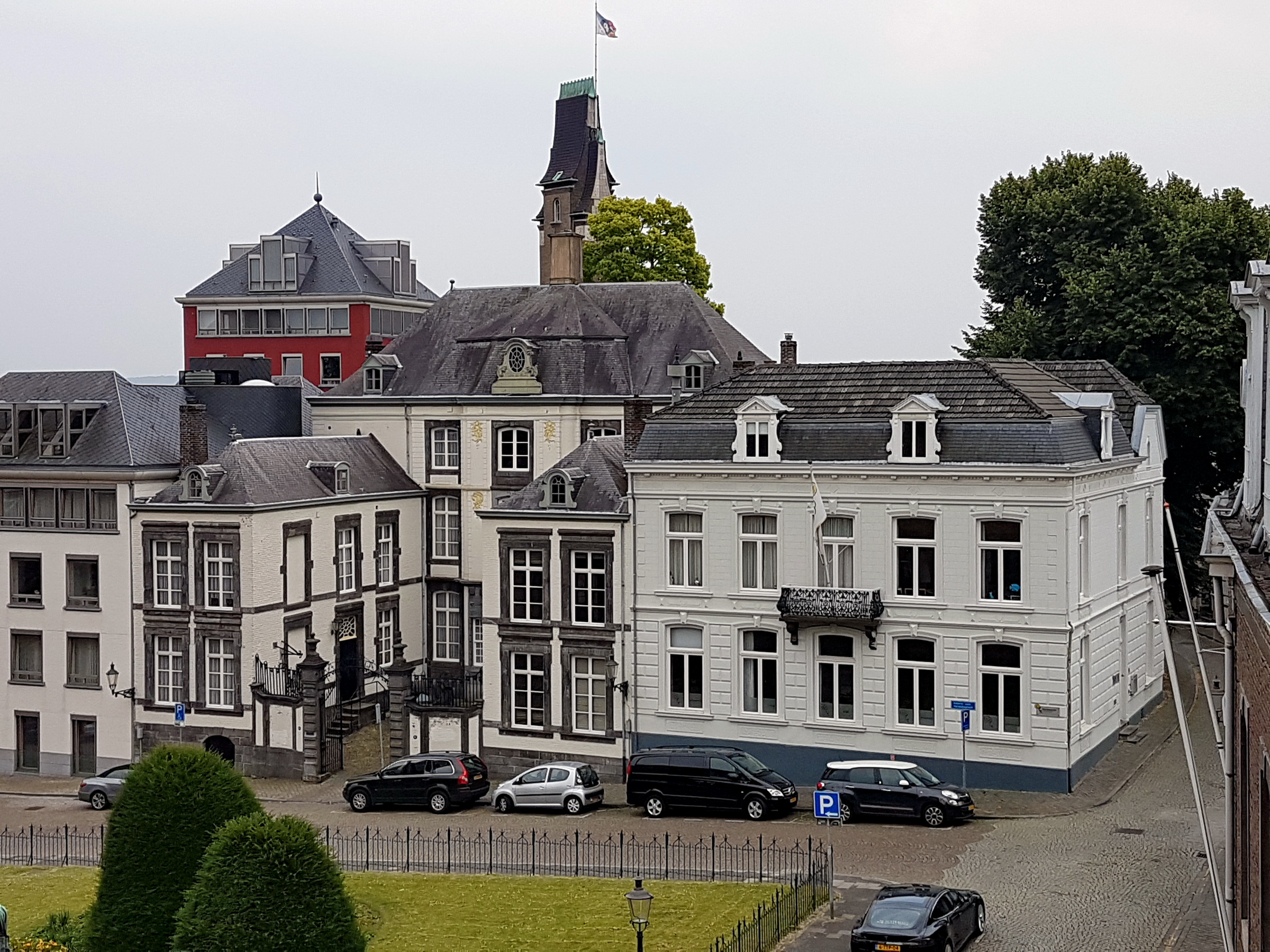
Kanunnikenhuis Henric van Veldekeplein 29-31
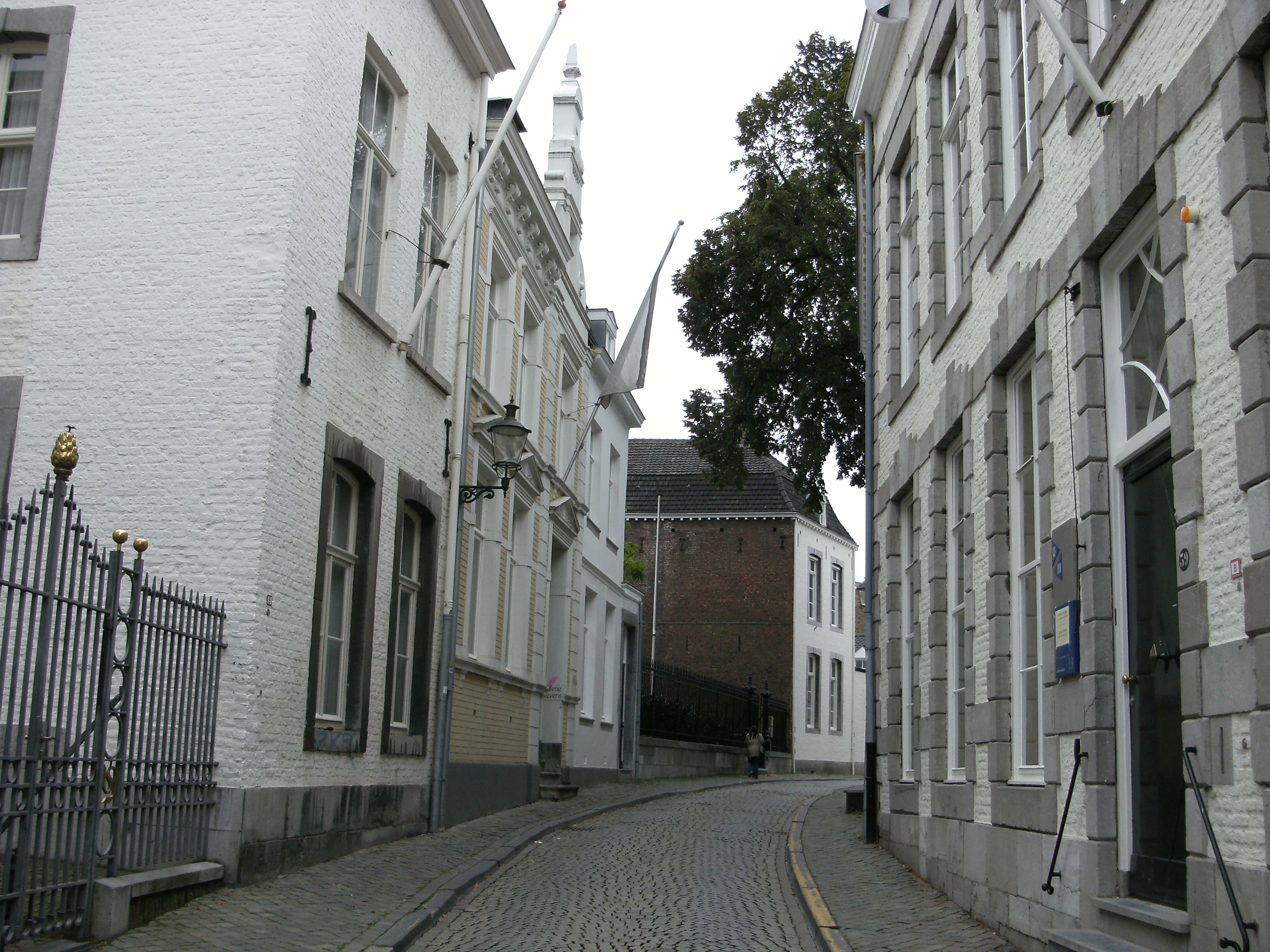
Kanunnikenhuizen aan het Sint Servaasklooster
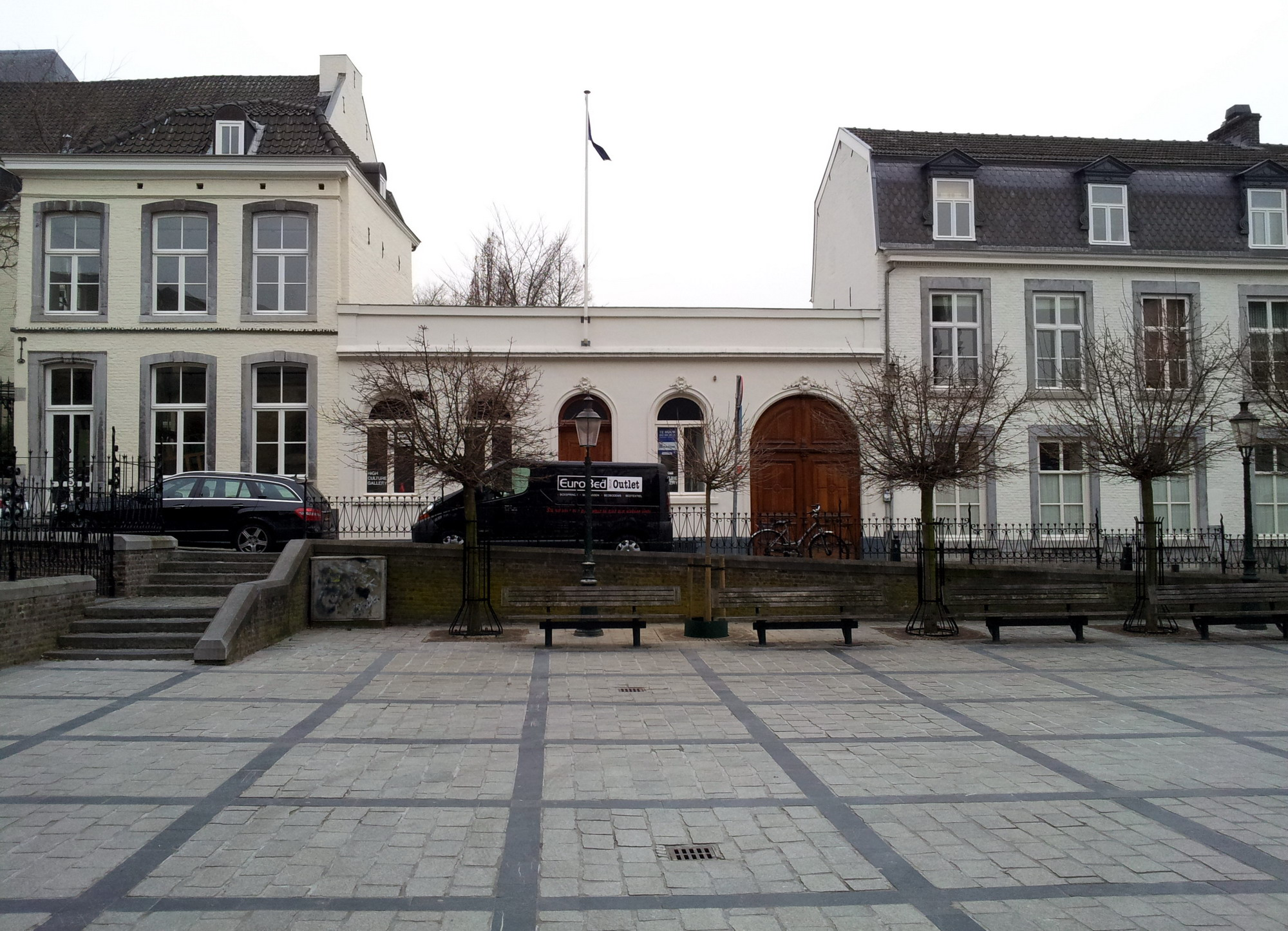
Kanunnikenhuizen aan het Keizer Karelplein
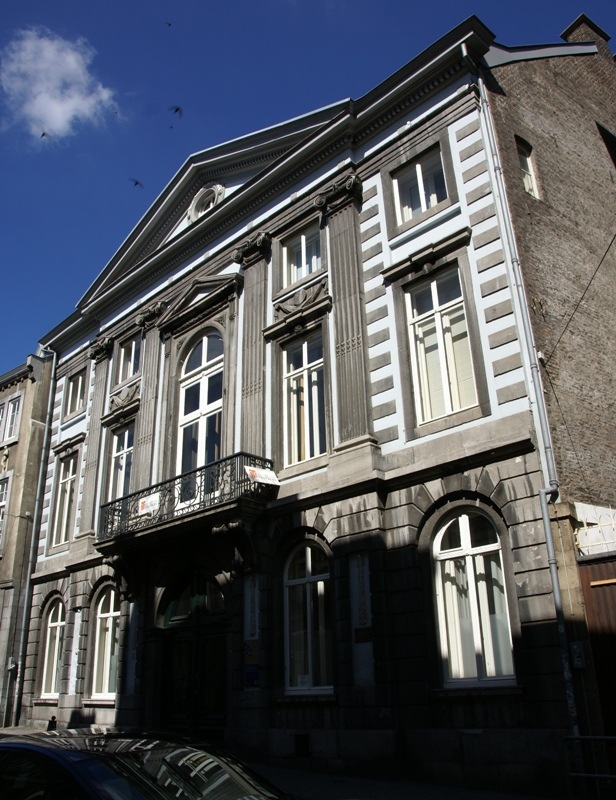
Kanunnikenhuis Soiron, Grote Gracht
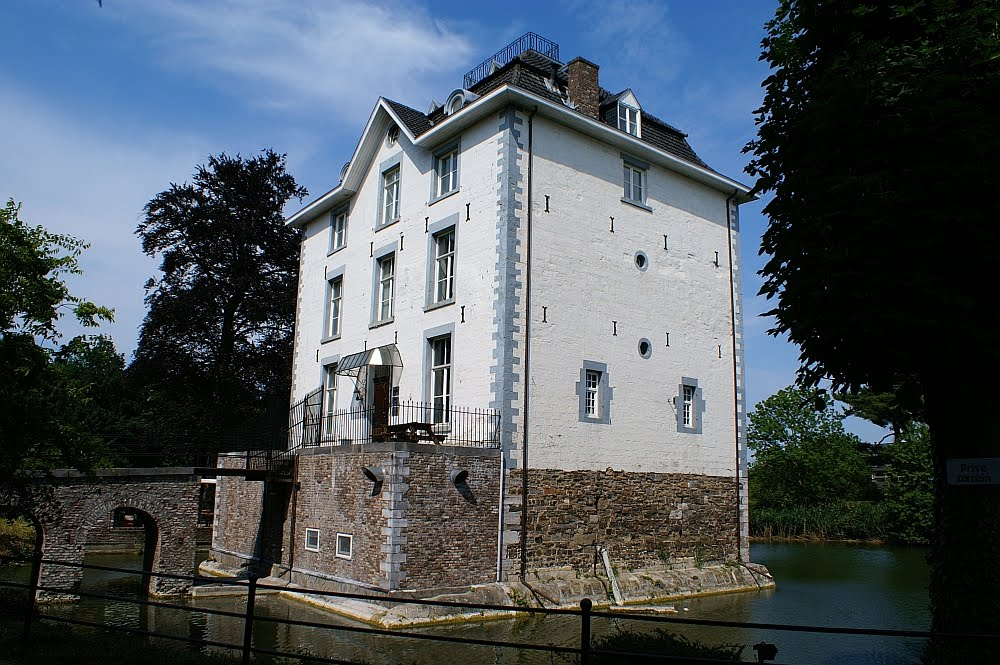
De Burght van Heer, kapittelgevangenis
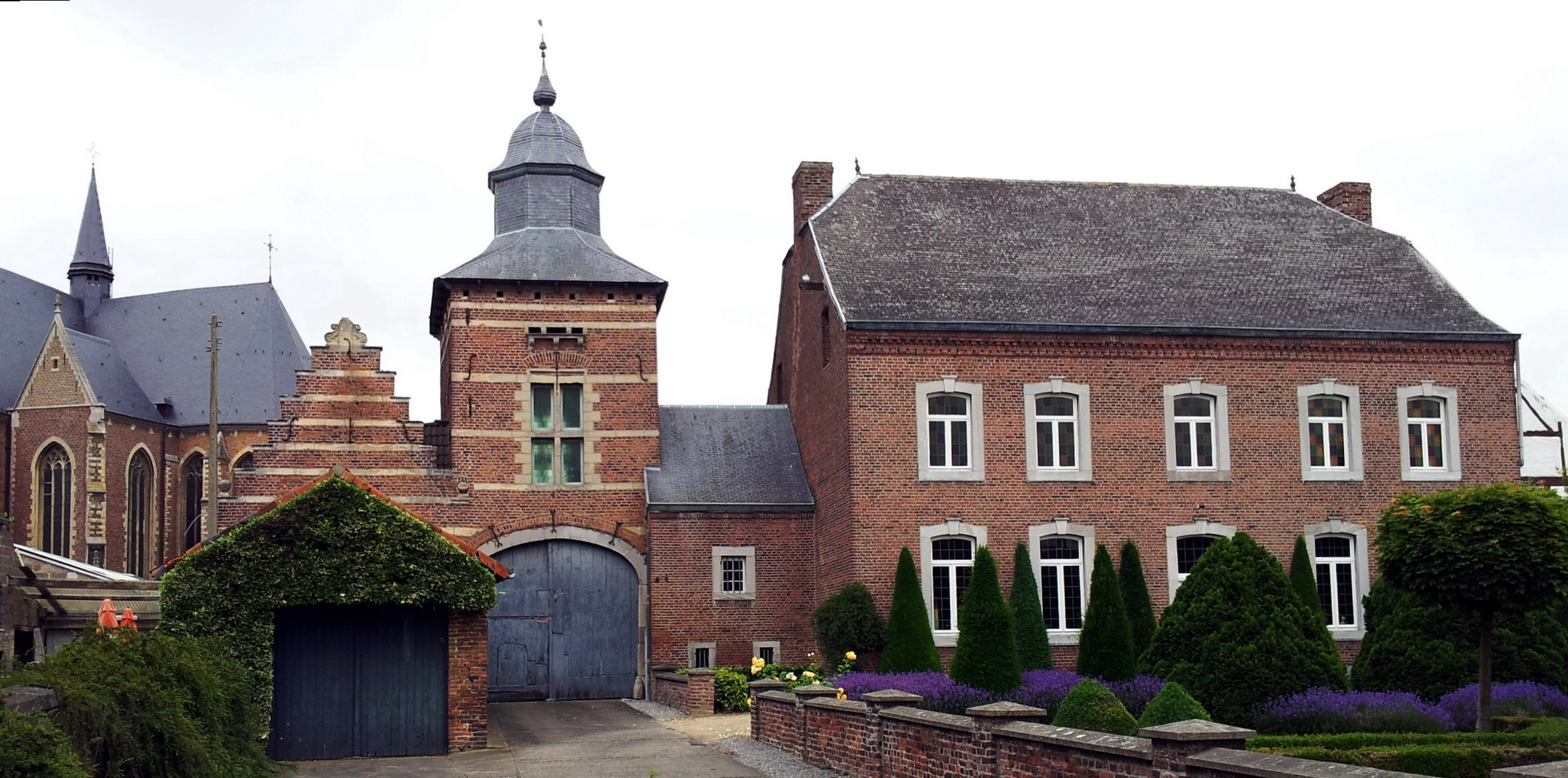
Rentmeesterswoning, Zepperen
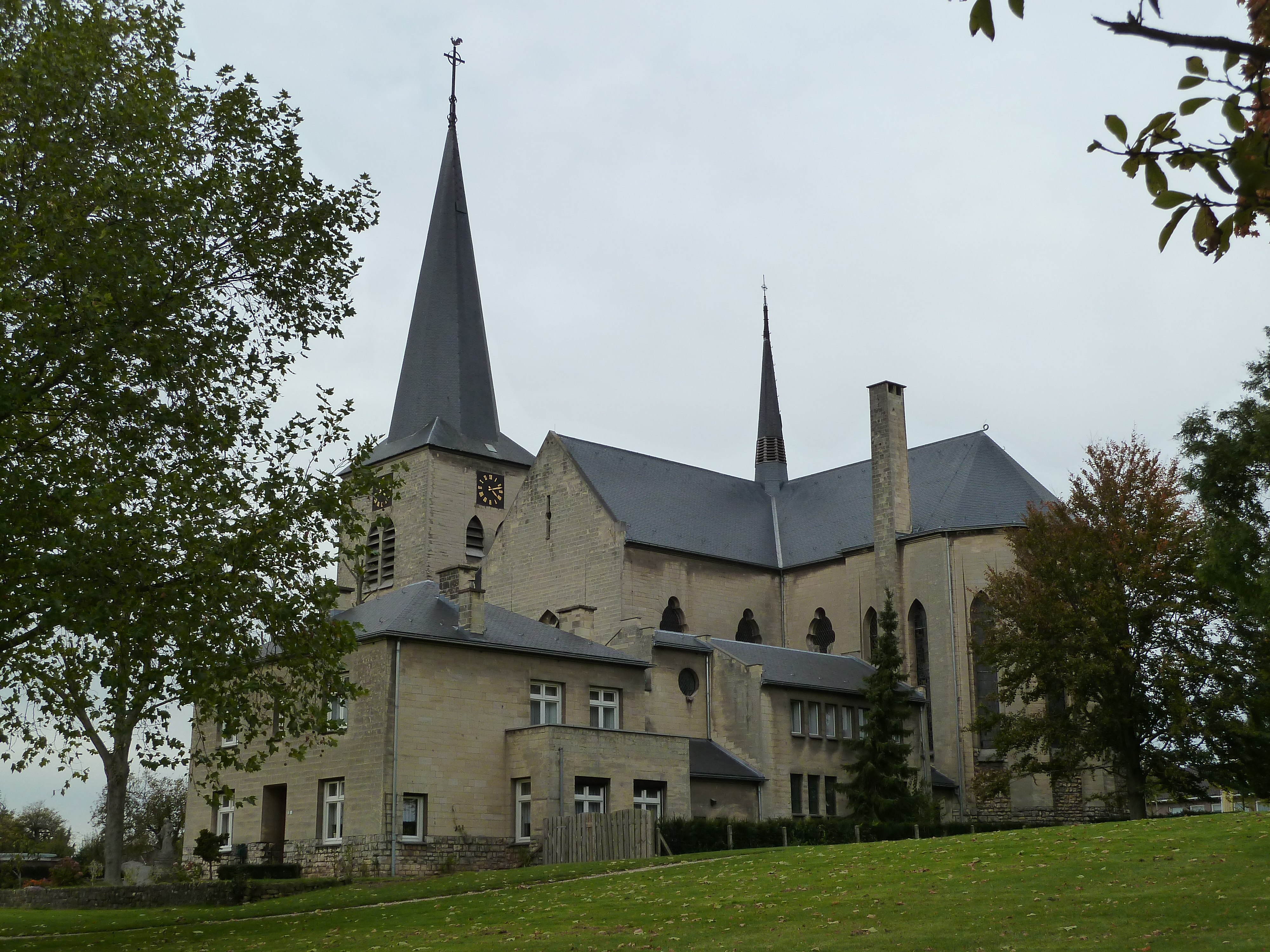
Monulfus en Gondulfuskerk, Berg
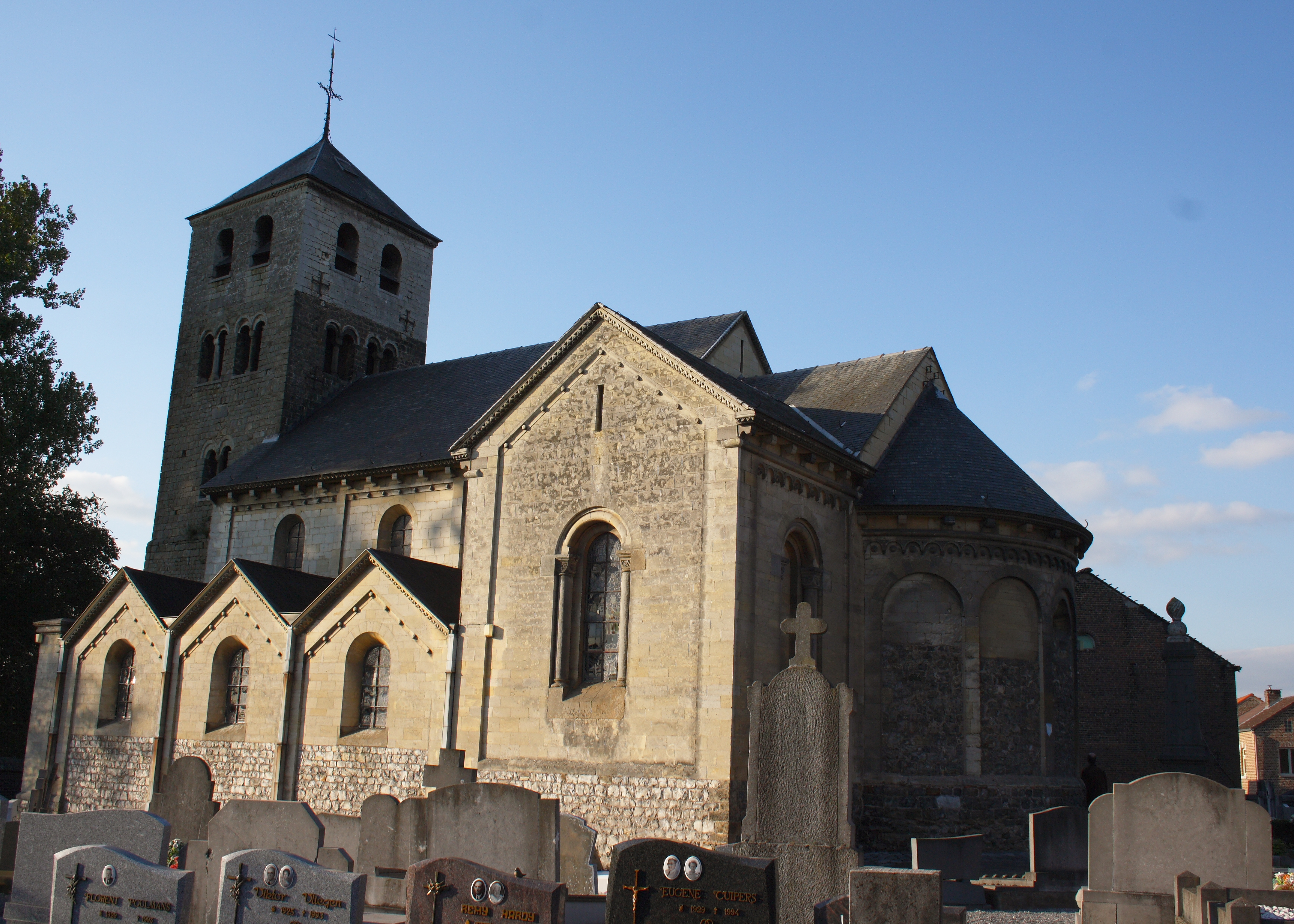
Sint-Servatiuskerk, Sluizen